# 5866 Sachsen
5866 Sachsen este un asteroid din centura principală de asteroizi.

## Descriere
5866 Sachsen este un asteroid din centura principală de asteroizi. A fost descoperit pe 13 august 1988 la Tautenburg de Freimut Börngen. El prezintă o orbită caracterizată de o semiaxă mare de 2,79 ua, o excentricitate de 0,08 și o înclinație de 5,1° în raport cu ecliptica.